# Grab der kämpfenden Tiere

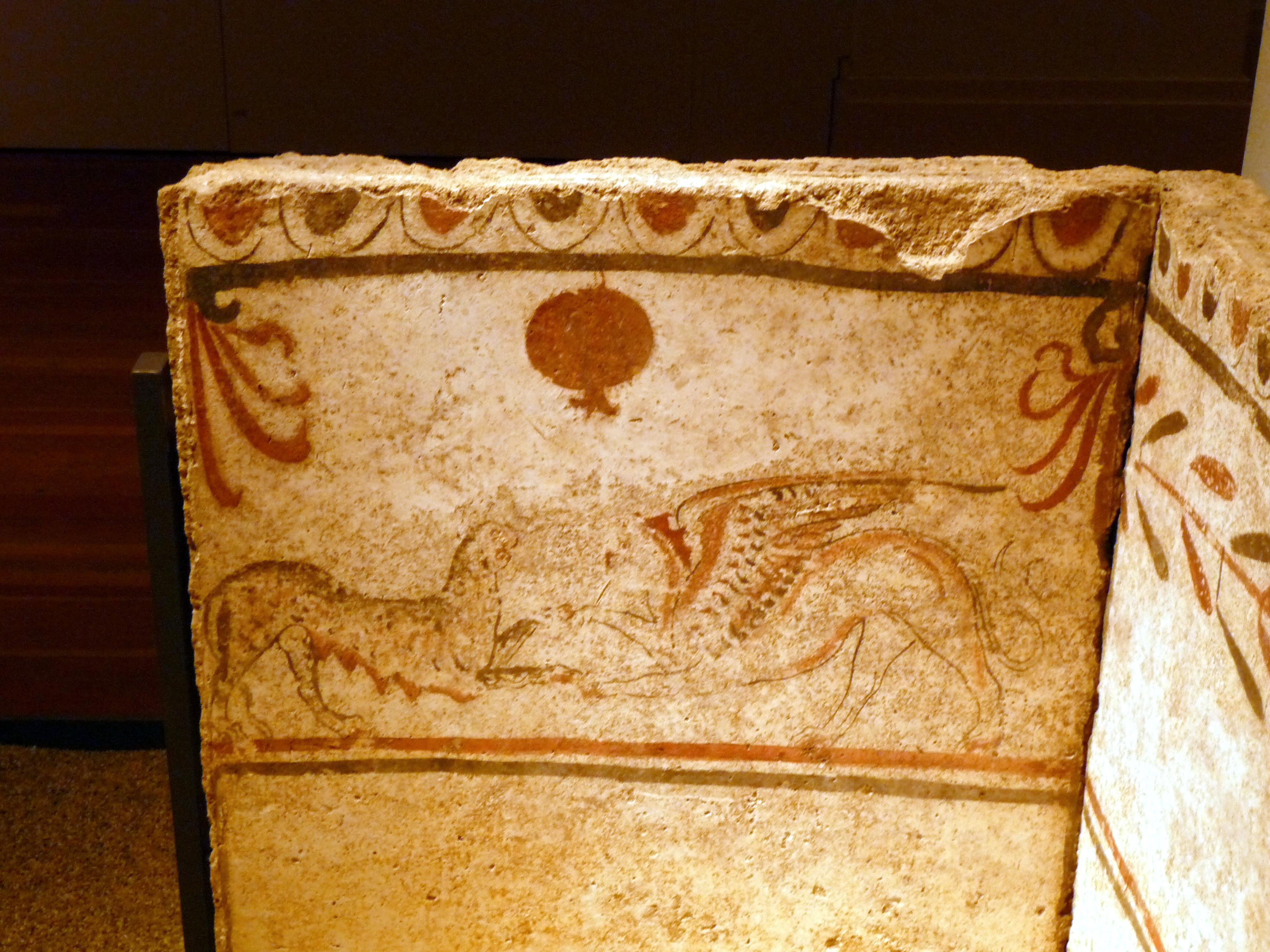
Kampf zwischen Panther und Greif

Das Grab der kämpfenden Tiere ist vermutlich das Grab eines Knaben. Es stammt aus der Zeit um 340 v. Chr. und wurde in der Andriuolo-Nekropole bei Paestum gefunden (Grab 66). Seine Überreste werden im Archäologischen Nationalmuseum von Paestum verwahrt.

## Die Grabplatten
Nur drei der vier Kalksteinplatten, die die Grabkammer bildeten, konnten bei Ausgrabungen geborgen werden. Ihre Ausmaße – 84 × 77 cm an den Schmalseiten und 81 × 132 cm an der Langseite des Grabes – lassen darauf schließen, dass darin ein Kind bestattet war. Über die ursprüngliche Anordnung der Platten wurde man sich erst im Zuge der Vorbereitung einer Ausstellung in Deutschland im Jahr 2007 klar, als die Grabkammer wieder in Sarkophagform zusammengesetzt wurde. In Paestum werden die bemalten Platten aus der Nekropole nur einzeln gezeigt, weil ihr hohes Gewicht eine andere Präsentationsform nicht erlaubt. Nach aktuellem Stand der Forschung befand sich die namengebende Platte, auf der ein Tierkampf dargestellt ist, auf der Schmalseite am östlichen Ende des Grabes, wo der Kopf des Toten ruhte. Ein Pantherweibchen mit rotgefärbtem Gesäuge kämpft hier gegen einen Löwengreif. Bräunlich lavierte Streifen begleiten einen Teil der Umrisslinien des Greifen und heben die Muskulatur an dessen linkem Hinterbein hervor. Auch die Fellfärbung der Raubkatze sowie ein Teil der Federn der Greifenflügel sind durch lavierte Malerei anschaulich gemacht. Über den beiden Tieren ist ein Granatapfel als Symbol der Fruchtbarkeit dargestellt.
Die Platte am gegenüberliegenden Grabende ist mit einem Busch, einem Palmettenmotiv und einer springenden weiblichen Sphinx geschmückt. Auch diese weist eine Binnenzeichnung auf. Alle drei Platten haben einen Sockelstreifen, der etwa ein Drittel ihrer Höhe einnimmt und durch eine untere schwarze und eine obere rote Linie vom Bildfeld abgetrennt ist. Der Sockelstreifen ist nicht anders eingefärbt als der Bildhintergrund. Nach oben sind die Bildfelder durch einen Zweig mit gegenständigen Blättern begrenzt, darüber befindet sich eine schwarze Linie, über der ein schwarz-roter Eierstab gemalt ist. Die erhaltene Platte von einer der Längsseiten weist keine weiteren Spuren von Bemalung auf. Bernard Andreae erläutert, warum weitere bildliche Darstellungen nicht nötig waren: „Die Welt ist von Pflanzen belebt, die in den Jahreszeiten wachsen, vergehen und wiedererstehen. Das auf den ersten Blick so leer wirkende, sparsam bemalte Grab ist voller Bezüge, die den Eltern des verstorbenen Kindes in ihrer Ratlosigkeit einen hoffnungsvollen Trost geben konnten.“